# Opération policière du 18 mars 2016 à Molenbeek-Saint-Jean
L'opération policière du 18 mars 2016 à Molenbeek-Saint-Jean a eu lieu dans la commune bruxelloise de Molenbeek-Saint-Jean, en Belgique.
Cette opération policière s'est déroulée le 18 mars 2016 à 16 h 55 (heure locale). Elle fait suite à des perquisitions menées à Forest, trois jours plus tôt.
Elle donne lieu à l'interpellation de cinq personnes, dont Amine Choukri et Salah Abdeslam, en cavale depuis le 14 novembre 2015.

## Contexte
Le 13 novembre 2015, un commando de dix djihadistes a perpétré plusieurs attaques coordonnées en Île-de-France. La première s'est déroulée à Saint-Denis, près du Stade de France, où se déroulait un match amical France-Allemagne et où le président François Hollande se trouvait. Les deuxième et troisième attaques se sont déroulées dans deux restaurants du 10e arrondissement et 11e arrondissement de Paris. La quatrième, perpétrée au Bataclan, est la plus meurtrière (avec 90 morts). Les cinquième et sixième se sont elles aussi déroulées dans le 11e arrondissement de la capitale.
Salah Abdeslam est suspecté d'avoir conduit trois des dix terroristes au Stade de France, qui s'y sont fait exploser, à bord d'une Renault Clio noire, plus tard retrouvée place Albert-Kahn. Il prend ensuite la direction de Montrouge (Hauts-de-Seine) par le métro parisien ; une ceinture d'explosifs lui appartenant est retrouvée non loin de Montrouge, rue Chopin à Châtillon.
L'organisation État islamique revendique ces attentats mais également une attaque dans le 18e arrondissement, qui ne s'est pas produite. Salah Abdeslam est soupçonné d'avoir renoncé à commettre cette attaque.
S'ensuit une cavale de 126 jours au cours de laquelle Salah Abdeslam passe à travers plusieurs contrôles et reste introuvable. Le 15 mars 2016, lors d'une perquisition à Forest, des individus armés ont attaqué une équipe des forces de police belge et française. Les empreintes digitales de Salah Abdeslam sont relevées sur un verre de l'appartement perquisitionné.
Plusieurs appartements de Molenbeek-Saint-Jean ont été mis sous surveillance dès le mardi, après un témoignage qui avait appris à la police que Salah Abdeslam, en mauvaise posture, cherchait activement un refuge. L'opération a été avancée car les découvertes récentes de l'enquête avaient fuité dans les médias.

## Déroulement
L'opération a débuté vers 16 h 30, à Molenbeek-Saint-Jean,. Les forces de l'ordre ont d'abord évacué les riverains avant d'ouvrir le feu à 16 h 47 précises sur une maison de deux étages, au 79 rue des Quatre-Vents. À 18 h 15, Salah Abdeslam est appréhendé, blessé au genou, et transporté à l'hôpital Saint-Pierre pour y être soigné.
Des déflagrations ont par la suite été entendues vers 18 h 40 et 19 h 10. L'opération s'achève à 20 h 30 et le plan d'urgence est levé à 22 h.
L'immeuble, jouxtant une pharmacie, appartient à la commune de Molenbeek-Saint-Jean et avait déjà été perquisitionné.

## Conséquences
L'opération policière donne lieu à l'interpellation de trois personnes dont Salah Abdeslam, terroriste islamiste suspecté d'avoir participé aux attentats du 13 novembre 2015 en région parisienne, et de deux autres personnes dont une femme et Amine Choukri, qui accompagnait Abdeslam à Ulm en octobre 2015.

## Réactions internationales
- Belgique : À la suite de l'opération, le Secrétaire d'État fédéral à l'asile et la migration belge, Theo Francken, a twitté : « On l'a eu ! »[7]. Le Commissaire Divisionnaire Roland Pacolet, directeur des unités spéciales belges, évoque l'hypothèse que Salah Abdeslam souhaitait mourir sous les balles des policiers en sortant en courant de l'habitation lors de son arrestation[8].
- États-Unis : Le président américain Barack Obama félicite les forces de sécurité belges pour l'arrestation de Salah Abdeslam[9].